# Hoedster van de Kronieken
De Hoedster van de Kronieken is in de fantasyserie Het Rad des Tijds van Robert Jordan een functie binnen de Witte Toren. Ze is op de Amyrlin Zetel na de belangrijkste Aes Sedai. Ze treedt op als een secretaresse van de  Amyrlin Zetel. Ze wordt voor het leven benoemd door de Hal van de Toren. Het is gebruikelijk om de Hoedster uit dezelfde Ajah te verheffen als de Amyrlin. 

## Recente Hoedsters
- Tarna Feir - onder Elaida a'Roihan.
- Sheriam Bayanar - onder Egwene Alveren (in Salidar).
- Alviarin Freidhen - onder Elaida a'Roihan.
- Leane Sharif - onder Siuan Sanche.
- Duhara Basaheen - onder Sierin Vayu.
- Aeldra Najaf - onder Tamra Ospenya.
- Gitara Moroso - onder Tamra Ospenya.